# رودخانه اسلوچ
رودخانه اسلوچ (به انگلیسی: Sluch River (Ukraine)) رودخانه‌ای به‌طول ۴۵۱ کیلومتر است که در اوکراین جریان دارد.